# Magnus Nygren
Jan Magnus Nygren, född 7 juni 1990 i Karlstad, är en svensk professionell ishockeyspelare som för närvarande spelar för Färjestad BK i SHL.

## Karriär
Magnus Nygren växte upp i stadsdelen Herrhagen i Karlstad, Värmland. Skol och klasskamrat med sedermera landslagsback kollegan Henrik Tömmernes. Efter en tid i Färjestads juniorverksamhet inledde han spel i Division 1 klubben Skåre BK. Under säsongen 2009/10 blev han utlånad till det allsvenska ishockeylaget Mora IK. Han spelade även ett flertal matcher för Färjestad och Skåre före utlåningen.
Inför säsongen 2010/11 lånades Nygren ut till Bofors IK. Efter 35 spelade matcher i Bofors blev Nygren uppkallad till Färjestads A-trupp under säsongen 2010/11, då laget var rikligt skadedrabbat. Säsongen i Färjestad blev lyckad och Nygren var med och vann SM-guld.
I NHL Entry Draft 2011 valdes Nygren som nummer 113 av Montreal Canadiens.
Magnus Nygren tilldelades säsongen 2012/2013 priset Salming Trophy, som Elitseriens bäste svenske back med motiveringen: "Magnus är en modern back, spelskicklig och med ett fruktat skott från offensiv blå linje."
Säsongen 2014/2015 spelade han endast 15 matcher för Hamilton Bulldogs i AHL då han drabbades av en kraftig hjärnskakning i november 2014.
Efter en läkarundersökning i mars 2015 visade att värdena på Nygrens hjärna var jämförbara med en frisk persons och han kunde nu åter komma igång med sin fysiska träning.
Den 8 maj 2015 blev det officiellt att Nygren skrivit på ett fyraårskontrakt med Färjestad BK,
där han blivit utsedd till lagkapten. Säsongen 2015/2016 gjorde han 26 poäng (varav 8 mål) på 47 spelade matcher.
Under säsongen 2016/2017 stod han för 11 mål och 20 assist; flest mål av alla backar i SHL, samt en andra plats i backarnas interna poängliga, endast slagen av Henrik Tömmernes.
Efter säsongen 2016/2017 stod det klart att Nygren skrivit ettårs-kontrakt med HC Davos, och då valt att aktivera en klausul i sitt kontrakt som gjorde det möjligt för honom att bryta sitt kontrakt med Färjestad. Mitt under pågående säsong, den 4/11-2017, meddelade den schweiziska klubben på sin hemsida att Nygren förlängt sitt kontrakt som sträcker sig över säsongen 2018/2019.
Säsongen 2020/2021 noterades Nygren för 35 poäng (varav 14 mål) på 48 spelade matcher i Davos, vilket innebar flest mål av alla försvarare i den schweiziska ligan.

## Rasistanklagelsen 2017
I mars 2017 anklagades Nygren för att uttalat sig rasistiskt mot en annan person utanför en restaurang i centrala Karlstad. Han utdelade även knytnävslag mot den drabbade. Färjestad BK, som under det aktuella tillfället var hans arbetsgivare, publicerade ett videoklipp där man som förening förklarade att man tar avstånd från sådant beteende.

## Trav
Nygren har ett stort travintresse och är nära vän med travkusken Björn Goop. Han är delägare i hästen Chianti som dragit in flera miljoner i vinstpengar. Han är spelläggare för tidningen Expressen och är återkommande gäst i V75-podcast Systemet.